# World Class Manufacturing
 (novembre 2016).
Si vous disposez d'ouvrages ou d'articles de référence ou si vous connaissez des sites web de qualité traitant du thème abordé ici, merci de compléter l'article en donnant les références utiles à sa vérifiabilité et en les liant à la section « Notes et références ».
Le concept de World Class Manufacturing, en abrégé WCM (comprendre Production d'excellence), a été inventé par les Américains Robert H. Hayes et Steven C. Wheelwright dans une étude de 1984 intitulée Restoring Our Competitive Edge: Competing Through Manufacturing. Cette étude, qui identifiait les raisons du succès extraordinaire de certaines entreprises, a été reprise par Richard J. Schonberger en 1986 dans son livre World Class Manufacturing: The Lessons of Simplicity Applied.

## Philosophie
Le World Class Manufacturing repose sur quelques principes fondamentaux :
- la participation de tous les collaborateurs doit être acquise,
- le WCM doit être abordé non pas comme un simple projet, mais comme une nouvelle façon de travailler,
- la sécurité, l'hygiène et les conditions de travail sont des valeurs inaliénables,
- la voix du client (VOC) doit percoler à travers toute l'entreprise pour atteindre chaque collaborateur et chaque poste de travail,
- la rigueur sur les process méthodes et outils est une clef du succès,
- l'approche 3M (Muri/Muda/Mura) est un concept clef.

## Représentation sous la forme d'un temple grec
Le concept est souvent matérialisé sous la forme d'un temple grec en trois parties :
- la base : mesures, management visuel, 5S, réunions et communication,
- le toit : client & management global du process,
- les dix piliers : base et toit sont reliés par dix domaines d'investigation :
  1. hygiène, sécurité & conditions de travail,
  2. déploiement des coûts (capacité à associer un coût aux différents problèmes identifiés),
  3. démarches d'amélioration ciblée (concept reprenant la démarche Kaizen/DMAIC pour des périmètres réduits),
  4. maintenance autonome (impliquer le personnel opérationnel dans la maintenance, sans passer par un réparateur tiers),
  5. maintenance préventive (professionnelle) : démarche visant à prévenir les pannes,
  6. contrôle qualité (reprend les principes du Lean 6 Sigma),
  7. logistique (reprend les notions de lean manufacturing),
  8. gestion amont des équipements : process permettant d'optimiser le développement/déploiement d'équipements de production spécifiques.
  9. gestion des équipes (gestion des compétences de la formation et de la motivation),
  10. gestion de l'écologie (environnement, énergie).

Les avantages de cette méthode résident dans son exhaustivité et sa souplesse de déploiement, et surtout dans le fait qu'elle incorpore beaucoup d'éléments connus du lean management, (Kaizen, 5S, VSM, TPM). Elle a été déployée chez Toyota (Toyota Production System) et FIAT.

## Disciplines intégrées
Le World Class Manufacturing prend traditionnellement en compte des disciplines déjà connues :
- le contrôle de la qualité totale,
- la maintenance productive totale,
- le génie industriel,
- le juste à temps,
- le lean manufacturing.

## Piliers de management
Les dix piliers opérationnels peuvent être complétés par les quatre piliers de management. Ils correspondent à la gestion humaine du WCM. Le but est d'améliorer l'implication, la motivation et la culture du WCM par la gestion et la maîtrise de :
- l'engagement : « l'engagement, la motivation et l'implication totale »
- la vision : donner une vision pour que tous les collaborateurs avancent dans le même sens (Hoshin)
- les connaissances : le but est d'utiliser chaque collaborateur au maximum de ses compétences (pour sécuriser le projet, améliorer la performance et la motivation)
- la culture : tout le monde ne réagit pas de la même manière au changement.